# Komary (singel)
Komary – czwarty singel polskiej piosenkarki Kaśki Sochackiej z jej drugiego albumu studyjnego, zatytułowanego Ta druga. Singel został wydany 12 listopada 2024.

## Geneza utworu i historia wydania
Utwór napisali i skomponowali Katarzyna Sochacka-Kasznia i Aleksander Świerkot, który również odpowiada za produkcję utworu. Piosenkarka o singlu:

Przeżycie spokojnej starości to przywilej nie dany każdemu. Ten tekst przyszedł do mnie najpierw w formie wiersza. Bardzo mnie rozczulił. Później, spontanicznie, znalazł swoje miejsce w piosence. Klasycznie, nie spodziewałam się, że ta piosenka znajdzie swoje miejsce na płycie, ale w miarę upływu czasu, tej płyty – bez tego tekstu – nie umiałam sobie wyobrazić. Obrazek do piosenki przygotował Tadek Śliwa. Niesamowity gość o wielkiej wrażliwości i świetny reżyser. Gościnnie na harmonijce ustnej zagrał Andrzej Smolik. Trąbkę nagrał Tomek Ziętek. Lesław Matecki wpadł do studia i zagrał kiedyś partie gitary, która odmieniła cały ten numer. Olek to wszystko poskładał, dograł resztę instrumentów i takie mamy dziś »Komary«. Niech lecą w świat. 

Singel ukazał się w formacie digital download 12 listopada 2024 w Polsce za pośrednictwem wytwórni płytowej Jazzboy Records. Piosenka została umieszczona na drugim albumie studyjnym Sochackiej – Ta druga.
W grudniu 2024 zaśpiewała piosenkę na żywo w ramach cyklu „Scena ZET”.

## Teledysk
Do utworu powstał teledysk w reżyserii Tadeusza Śliwy, który udostępniono w dniu premiery singla za pośrednictwem serwisu YouTube.

## Lista utworów
- Digital download[3]

1. „Komary” – 3:45

## Notowania

### Pozycja na liście sprzedaży
| Kraj   | Lista (2024)             | Najwyższa pozycja |
| ------ | ------------------------ | ----------------- |
| Polska | OLiS – single w streamie | 53                |